# Grand Prix de la ville de Camaiore 2013
La 64e édition du Grand Prix de la ville de Camaiore a eu le 28 février 2013. La course fait partie du calendrier UCI Europe Tour 2013 en catégorie 1.1.

## Présentation

### Équipes
Classé en catégorie 1.1 de l'UCI Europe Tour, le Grand Prix de la ville de Camaiore est par conséquent ouvert aux UCI ProTeams dans la limite de 50 % des équipes participantes, aux équipes continentales professionnelles, aux équipes continentales et à des équipes nationales.
19 équipes participent à ce Grand Prix de la ville de Camaiore - 8 ProTeams, 7 équipes continentales professionnelles et 4 équipes continentales :
| Nom de l'équipe    | Pays       | Code |
| ------------------ | ---------- | ---- |
| AG2R La Mondiale   | France     | ALM  |
| Astana             | Kazakhstan | AST  |
| BMC Racing         | États-Unis | BMC  |
| Cannondale         | Italie     | CAN  |
| Katusha            | Russie     | KAT  |
| Lampre-Merida      | Italie     | LAM  |
| RadioShack-Leopard | Luxembourg | RLT  |
| Vacansoleil-DCM    | Pays-Bas   | VCD  |

| Nom de l'équipe              | Pays     | Code |
| ---------------------------- | -------- | ---- |
| Androni Giocattoli-Venezuela | Italie   | AND  |
| Bardiani Valvole-CSF Inox    | Italie   | BAR  |
| Caja Rural                   | Espagne  | CJR  |
| Colombia                     | Colombie | COL  |
| Crelan-Euphony               | Belgique | CRE  |
| IAM                          | Suisse   | IAM  |
| Vini Fantini-Selle Italia    | Italie   | VIN  |

| Nom de l'équipe             | Pays    | Code |
| --------------------------- | ------- | ---- |
| Amore & Vita                | Ukraine | AMO  |
| Ceramica Flaminia-Fondriest | Italie  | CEF  |
| Lokosphinx                  | Russie  | LOK  |
| Utensilnord Ora24.eu        | Hongrie | UNA  |

## Classement final
|    | Coureur              | Équipe                       |    | Temps           |
| -- | -------------------- | ---------------------------- | -- | --------------- |
| 1  | Peter Sagan          | Cannondale                   | en | 4 h 17 min 34 s |
| 2  | Diego Ulissi         | Lampre-Merida                | +  | m.t             |
| 3  | Rinaldo Nocentini    | AG2R La Mondiale             |    | m.t             |
| 4  | Matthew Busche       | RadioShack-Leopard           |    | m.t             |
| 5  | Mauro Santambrogio   | Vini Fantini-Selle Italia    |    | m.t             |
| 6  | Miguel Ángel Rubiano | Androni Giocattoli-Venezuela |    | m.t             |
| 7  | Francesco Reda       | Androni Giocattoli-Venezuela |    | m.t             |
| 8  | Denis Menchov        | Katusha                      |    | m.t             |
| 9  | Giampaolo Caruso     | Katusha                      |    | m.t             |
| 10 | Michele Scarponi     | Lampre-Merida                |    | m.t             |

## Liste des participants
- Liste de départ complète